# ژلیمیر ویدوویچ
ژلیمیر ویدوویچ (انگلیسی: Želimir Vidović؛ ۱۷ نوامبر ۱۹۵۳ – ۱۷ مهٔ ۱۹۹۲) بازیکن فوتبال اهل یوگسلاوی بود.
از باشگاه‌هایی که در آن بازی کرده‌است می‌توان به باشگاه فوتبال گراتس و باشگاه فوتبال سارایوو اشاره کرد.
وی همچنین در تیم ملی فوتبال یوگسلاوی بازی کرده‌است.